# 킬모어 국제학교
킬모어 국제학교(The Kilmore International School)는 오스트레일리아의 빅토리아주 킬모어에 위치한 국제학교이다. 남녀공학의 기숙학교로 1989년에 세워졌으며 2006년 450명의 학생이 다니고 있다. 현 교장은 존 세틀(John Settle)이다. 국제적인 학사 업무를 담당하는 국제사무소를 마련해두고 있다. 멜버른에서 58km의 거리에 위치한 킬모어의 도심부에서 약 1.5km 떨어진 지역에 있다. 여러 나라에서 온 유학생들과 다양한 문화가 공존하는 7~12학년까지의 고등학교로 국제적으로 공용되는 대학 준비 교육과정인 Diploma of the International Baccalaureate를 가르치고 있으며 호주 내 대학 뿐만 아니라 영국, 미국, 캐나다, 아시아 대학 진학을 위한 과정을 제공하고 있다.
킬모어 국제학교는 호주에서 오래되고 지도 경험이 축적된 전문적인 IB교육기관 중 하나로 최근 12년 동안 모든 졸업생들이 1개 이상의 대학에서 입학허가를 받는 성과를 이루었다.
킬모어 국제학교를 비롯한 오스트레일리아의 중고등학교는 미국, 영국의 학교처럼 입학 전에 ESL(랭귀지 코스)를 요구하여 학업 공백이 있는 것과는 달리, 정규 수업 외에 저녁 시간대에 랭귀지 코스를 별도로 두고 있다. 유학생들을 위한 모든 학과목의 영어를 보충해주는 ELS와 더불어 IB과정을 위한 풀 타임 ESL 과정을 지원하고 있어 학교 입학 시 영어연수 과정을 따로 할 필요가 없다. 한 학급당 인원은 15명 정도이다.
모국어와 제2 외국어로 영어, 한국어, 일본어, 중국어, 인도네이시아어, 힌디어, 불어와 독일어를 포함한 다양한 언어를 가르치고 있다. 또한 스포츠 활동, 인터넷 사용, 진로 상담, 대학 진학 상담, 학교 상주 간호사, 유학생들이 모국어로 상담할 수 있는 직원 배치 등 포괄적인 학생 서비스를 제공하고 있다.
SAT 테스트 센터로도 지정되어 있으며 SAT 대비 과정을 운영하고 있으며 옥스퍼드, 케임브리지 대학들의 진학도 지도하고 있다.